# 主船司
主船司（しゅせんし/ふねのつかさ）は、律令制において兵部省に属した機関。難波津に位置し、主に船舶、船具を専門に司ったとされる。その後、延暦年間に廃止された。

## 役職
使部を除き、基本的に定員は1人。
- 主船正 - 主船司の長官。相当官位は正六位下。
- 主船佑 - 主船司の判官。相当官位は正八位上。
- 主船令史 - 主船司の主典。相当官位は大初位下。
- 使部 - 主船司の事務官。定員は六人。
- 直丁 - 主船司の雑用官。

その他
- 船戸 - 船舶職工官の家。「船守戸」とも称され、百戸ほどあったとされる。